# Radley
Radley är en ort och civil parish i Storbritannien.   Den ligger i grevskapet Oxfordshire och riksdelen England, i den södra delen av landet, 80 km väster om huvudstaden London. Radley ligger 60 meter över havet och antalet invånare är 1 948.
Terrängen runt Radley är platt. Runt Radley är det ganska tätbefolkat, med 192 invånare per kvadratkilometer. Närmaste större samhälle är Oxford, 7,3 km norr om Radley. Trakten runt Radley består till största delen av jordbruksmark.